# Collins-Gletscher
Der Collins-Gletscher ist ein Gletscher im ostantarktischen Mac-Robertson-Land. Er fließt nördlich des Mount Newton in den Prince Charles Mountains zum Lambert-Gletscher. Unmittelbar vor seiner Einmündung wird er aus südwestlicher Richtung vom Mellor-Gletscher gespeist.
Kartiert wurde er anhand von Luftaufnahmen, die 1956 und 1960 im Rahmen der Australian National Antarctic Research Expeditions entstanden. Das Antarctic Names Committee of Australia (ANCA) benannte ihn nach Neville Joseph Collins (* 1925), leitender Mechaniker für Dieselmotoren auf der Mawson-Station in den Jahren 1957 und 1960.